# 티나틴 달라키슈빌리
티나틴 "티나" 달라키슈빌리(조지아어: თინათინ "თინა" დალაქიშვილი, 1991년 2월 2일 트빌리시 ~ )는 조지아의 배우이자 모델이다.

## 일생
1991년 2월 2일 트빌리시에서 태어났고, 그녀의 이름은 조지아어로 햇살을 의미한다. 따로 연기 교육을 받지는 않았다. 17세의 나이에 모델을 시작했다. 또한 여러 광고에 출연했으며, 조지아의 영화 감독들에게 주목받았다. 그리고 여러 단편 영화에 출연했다.
2010년에 다토 보르치하제(Dato Borchkhadze)가 감독한 장편 스릴러 영화 《시즌》으로 데뷔했다. 명성을 얻은 첫 작품은 레조 기기네이슈빌리(Rezo Gigineishvili)의 로맨틱 코미디 《러브 위드 앤 액센트》(Love with an Accent)에서의 레샤(Lesya) 역할이다. 달라키슈빌리는 거의 막바지에 그 작품에 참여했는데, 초기에 옥사나 아킨시나가 레샤 역할로 낙점되었기 때문이다.